# Rondetafelconferentie

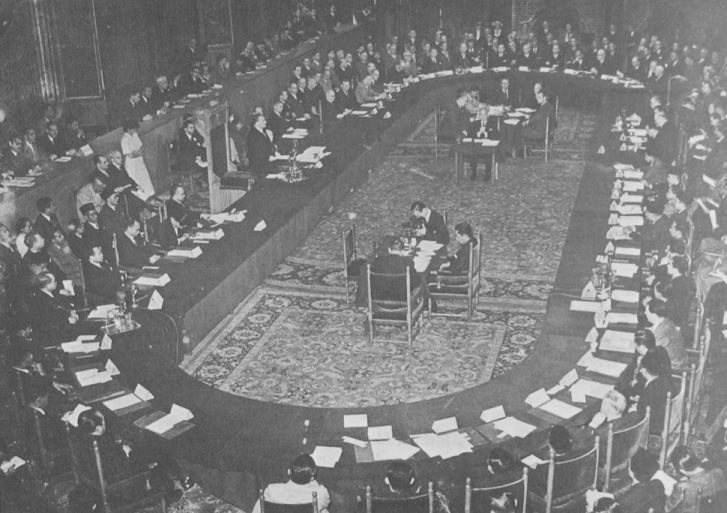
Rondetafelconferentie in Den Haag over de onafhankelijkheid van Indonesië (1949)

Een rondetafelconferentie is een conferentie tussen gelijkwaardige partijen.

## Vergadermodel
Hoewel het woord anders doet vermoeden, hoeft de tafel waaraan wordt vergaderd, niet rond te zijn. Wel is men doorgaans zodanig gezeten dat communicatie volgens het wielmodel mogelijk is: iedereen kan alle andere deelnemers aankijken en zich in principe tot hen richten. 
Daardoor is er een wezenlijk verschil tussen het tweerichtingsmodel, waarbij hetzij twee partijen tegenover elkaar zitten, hetzij een der deelnemers tegenover alle anderen zit. In het eerste geval wordt confrontatie in de hand gewerkt, in het tweede wordt gesuggereerd dat de eenling de leider is, of anderszins een bijzondere positie inneemt.
Het doel van de rondetafelconferentie is te komen tot meer inzicht waardoor goede besluiten kunnen worden genomen. Besluitvorming is niet noodzakelijk tijdens deze rondetafelconferentie. Om tot inzicht te komen is niet alleen gelijkwaardigheid van de gesprekspartners nodig (Koning Arthur met zijn ridders) maar ook moeten gesprekspartners zich open en kwetsbaar (durven) opstellen. Door deze houding en vertrouwen in intentie en competentie van de gesprekspartners, kunnen alle gesprekspartners leren en hierdoor komen tot nieuw inzicht.
Het is gebruikelijk om de rondetafelconferentie te openen met een uitdagende stelling waarop alle gesprekspartners kunnen reageren. Door discussie over de stelling en luisteren naar de meningen en inzichten van anderen kan nieuw inzicht worden gecreëerd.

## Geschiedenis
De table ronde van Koning Arthur en zijn ridders wordt veelal gezien als eerste belichaming van dit gelijkheidsideaal in de vergadering. Daar iedereen gelijkwaardig was, waren er geen betere of slechtere plaatsen. Die gelijkwaardigheid komt ook tot uiting in latere benamingen voor edellieden, die in het Engels als peer, in het Frans en ook in het Nederlands als pair werden aangeduid. Dit betekende "gelijke", te weten: gelijke aan de koning, die dan ook, althans in theorie, niet meer was dan een primus inter pares ("eerste onder zijns gelijken": opnieuw hetzelfde woord, ditmaal in het Latijn).

## Symbolische functie
In werkelijkheid is de vorm van de tafel geen waarborg voor gelijkwaardigheid van de deelnemers. Een deel van het leidersgezag straalde af op degene die naast de koning, de voorzitter of de leider kwam te zitten, en dan bij voorkeur aan diens rechterhand. Dit is in moderne vergaderingen nog steeds het geval.
Het woord rondetafelconferentie heeft daarmee een symbolische betekenis gekregen. Hoewel de tafel allang niet meer rond hoeft te zijn, is het ideaal van gelijkwaardigheid in stand gebleven. De term wordt dan ook gebruikt wanneer het nuttig is om te benadrukken, met name tegenover pers en publiek, dat partijen (bijvoorbeeld: Nederlandse regering en Antilliaanse overheid; werkgevers en vakbonden) op voet van gelijkheid vergaderen.